# Júlio César de Carvalho Lima
Júlio César de Carvalho Lima, mais conhecido como Júlio César, ComMM (Guadalupe, 25 de agosto de 1948) é um professor, professor, agricultor e político brasileiro filiado ao Partido Social Democrático (PSD), atualmente exercendo o sétimo mandato de deputado federal pelo Piauí.

## Dados biográficos
Filho de Georgiano Fernandes Lima e Maria de Lourdes Carvalho Lima. Advogado formado pela Universidade Federal do Piauí em 1974, nela graduou-se no curso superior de Magistério em 1975. Anteriormente estagiou na Câmara dos Deputados, na seccional piauiense da Ordem dos Advogados do Brasil e Instituto Euvaldo Lodi, dentre outros locais. Membro do Instituto Brasileiro de Direito Administrativo, trabalhou no Banco do Estado do Piauí, foi escriturário no Banco Nacional e, em sua cidade natal, presidiu a Junta do Serviço Militar.
Secretário municipal de Administração no último ano de Joel Ribeiro como prefeito de Teresina, foi subsecretário de Segurança Pública durante o governo Dirceu Arcoverde antes de ser nomeado prefeito de Guadalupe, município convertido em Área de Segurança Nacional anos antes pelo presidente Emílio Garrastazu Médici. Manteve-se filiado à ARENA até a restauração do pluripartidarismo em 1980, quando migrou para o PDS e em relação ao seu mandato, o mesmo perdurou até 1986, pois os governadores Djalma Veloso, Lucídio Portela e Hugo Napoleão conservaram-no à frente do executivo municipal. Com a posse de Bona Medeiros como governador do Piauí em 1986, assumiu o cargo de secretário de Agricultura.
Eleito prefeito de Guadalupe pelo PFL em 1988, foi escolhido presidente da Associação Piauiense de Municípios, mas renunciou a esses cargos quando o governador Freitas Neto o nomeou secretário de Agricultura em 1991. Eleito deputado federal em 1994, perdeu a eleição para senador para Alberto Silva em 1998. Após o fim de seu mandato foi nomeado diretor da Companhia Nacional de Abastecimento. No mesmo ano, Júlio César foi admitido à Ordem do Mérito Militar no grau de comendador especial pelo presidente Fernando Henrique Cardoso. Quando Hugo Napoleão retornou ao governo estadual após veredicto do Tribunal Superior Eleitoral em 2001, Júlio César foi nomeado presidente da empresa Águas e Esgotos do Piauí.
Retornou à condição de deputado federal via PFL em 2002 e 2006 e pelo DEM em 2010, mas integrou-se PSD em 2011, renovando o mandato em 2014, 2018 e 2022, tornando-se presidente do diretório estadual no Piauí.
Na 55.ª legislatura (2015-2019), votou a favor da admissibilidade do processo de impeachment de Dilma Rousseff. Já durante o Governo Michel Temer, votou a favor da PEC do Teto dos Gastos Públicos. Em abril de 2017 foi favorável à Reforma Trabalhista. Em agosto de 2017 votou contra o processo em que se pedia abertura de investigação do presidente Michel Temer, ajudando a arquivar a denúncia do Ministério Público Federal.
Lima é pai do deputado estadual Georgiano Neto e marido da senadora Jussara Lima.